# Gonodonta galapagensis
Gonodonta galapagensis là một loài bướm đêm trong họ Noctuidae.